# 朗氏印太喙鯨
'朗氏喙鯨（學名：Indopacetus pacificus）旧称熱帶瓶鼻鯨或朗曼氏喙鲸，印太洋喙鲸。其可說是鯨目中罕見的物種，最初標本只有兩個的頭骨，近年來陸續有海上的目擊紀錄。最初由亞伯特·朗文（H. A. Longman）以 Mesoplodon pacificus 之名發表，僅根據 1882 年在澳洲昆士蘭麥凱海灘（21°10′S, 149°10′E）發現的一個頭骨與下顎。當時科學界懷疑這個頭骨可能是特魯氏中喙鯨的亞種，或是成年的雌南瓶鼻鯨。1955年在索馬利亞丹納尼（Danane）附近的海灘（1°52′N, 45°02′E）發現了第二個朗氏喙鯨的頭骨標本，於是到了 1968 年，芝加哥田野博物館的喙鯨專家 Joseph Curtis Moore 確立朗氏喙鯨為一獨立物種的分類地位，並創立一新屬（gen. Indopacetus），此屬名表示該鯨種生存於印度洋與太平洋。以往部分學者將其置於中喙鯨屬（gen. Mesoplodon）中，但現今證據支持並非中喙鯨。在印度洋與太平洋熱帶海域曾有不知名的鯨類目擊記錄，通常稱之為「熱帶瓶鼻鯨」（Tropical bottlenose whale），可能就是朗氏喙鯨。

## 基本資料
其他俗名：
- 英：Indo-Pacific beaked whale、 Longman's beaked whale
- 法：Baleine à bec de Longman
- 西：Zifio de Longman、Zifio Indo-Pacífico

身長由頭骨推斷約 7 至 8 公尺，體重及壽命皆不明。

## 外型特徵
目前仍沒有已證實的活體目擊記錄。現有的兩具頭骨長度分別為 1.2 公尺（澳洲標本）與 1.1 公尺（索馬利亞標本），推測牠們應是中大型的喙鯨類。兩具頭骨皆沒有發現牙齒，由下顎尖端的牙槽凹孔判斷，應有兩顆小型的牙齒，橫切面大致呈橢圓形，略朝前方傾斜。
在所謂「熱帶瓶鼻鯨」目擊記錄中曾清楚觀察到一對喙鯨母子，幼鯨體色略暗，額隆顏色接近蒼白，該白色區域延伸至後方的噴氣孔附近；側腹處有白色的補丁狀斑塊，頭部有小型白色「耳斑」（ear spot）。母鯨身長約 7 至 8 公尺，額隆與嘴喙間有明顯的折痕界線。

## 分布
由頭骨發現處的地理位置推斷，朗氏中喙鯨大致分布於印度洋與太平洋的熱帶海域，可能棲息於遠洋。「熱帶瓶鼻鯨」主要在水溫攝氏 26 度以上的海域觀察到。曾有一次疑似目擊記錄位於墨西哥灣（Gulf of Mexico），顯示其可能會在大西洋熱帶海域出現，但尚未證實。

## 習性、生殖、食性
根據一些目擊記錄，「熱帶瓶鼻鯨」的族群大小似乎比其他位於印度洋-太平洋熱帶海域的喙鯨要來得大，由數十頭至100頭不等，平均約為15至20頭，其群體似乎會靠得很近且連結緊密。潛水時間約 18 至 25 分鐘。有時會與短肢領航鯨結群，偶爾和瓶鼻海豚結群。曾有目擊躍身擊浪的記錄，噴氣低而多分支，可在海面看見。關於朗氏中喙鯨的生殖與食性一無所知。

## 現狀
雖然關於朗氏喙鯨的資料少到接近沒有，但其數量似乎不算稀少，相關的大型喙鯨目擊記錄至今已逾 65 起，光是 2000 至 2001 年左右在太平洋東部至印度洋西部的熱帶海域就陸續傳出 45 起，可能的有關擱淺紀錄也有數十起，由於外型上不符合已知所有的喙鯨類，或許就是神祕的朗氏中喙鯨。
2003 年，紐西蘭奧克蘭大學生物科學系的鯨類專家 Merel L. Dalebout 等人發表了四個擱淺的大型喙鯨標本，其中南非的兩個標本早期被誤認為是南瓶鼻鯨。四個標本分別採自肯亞（一具，性別不明，編號 OM7622）、南非（兩具，皆為雄性，編號分別為 PEM292 與 PEM1960）與馬爾地夫（一具，雌性，暫無編號）。
其他相關紀錄則包括：
- 日本分別在 2002 年 7 月（九州鹿兒島縣薩摩川內市）及 2010 年 9 月（北海道函館市）皆有相關的擱淺紀錄，其中前者較為人熟知，但可能屬於貝喙鯨屬，屬於雌性，被發現不久後死亡，已剝製成標本，目前保存於鹿兒島縣的水族館；後者也屬於雌性，被發現時已死亡[4]。
- 台灣也分別在 2002 年 12 月（澎湖縣白沙鄉牛踏尾）與 2009 年 11 月（蘭嶼鄉紅頭村八代灣）有類似紀錄，前者屬於母子，發現約一小時後死亡，但經解剖後，初步認定應為銀杏齒中喙鯨，已製成標本，存放在澎湖水族館[5]；後者在發現過後經當地居民協助順利返回海中，根據當地居民提供的影像紀錄，初步研判可能屬於朗氏喙鯨[6]。

## 延伸閱讀
- Mark Carwardine. Illustrated by Martin Camm. "Whales, Dolphins and Porpoises". Dorling Kindersley. 1995. ISBN 978-0-7513-2781-6.（陳順發譯. 貓頭鷹. 1997. pp.134–135）
- Pieter A. Folken, Randall R. Reeves, etc.. Illustrated by Pieter A. Folkens. "Guide to Marine Mammals of the World". Alfred A. Knopf. 2002: pp. 266–267. ISBN 978-0-375-41141-0.
- Thomas A. Jefferson, Stephen Leatherwood & Marc A. Webber. Marine mammals of the world. FAO. 1993: pp.112–113. ISBN 978-92-5-103292-3.

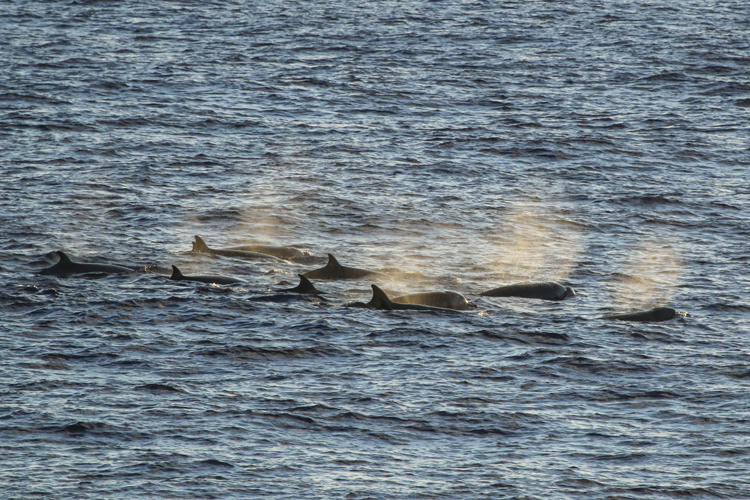
朗氏喙鯨

- Robere L. Pitman in Phil J. Clapham in William F. Perrin, Bernd Würsig, J.G.M. Thewissen. eds. Indo-Pacific Beaked Whale Indopacetus pacificus// "Encyclopedia of marine mammals". San Diego: Academic Press. 2002: pp.615–617. ISBN 978-0-12-551340-1.